# Успенская, Лидия Александровна
Лидия Александровна Успенская, урождённая Савинкова-Мягкова (29 октября 1906 года, Кострома, Российская империя — 1 октября 2006 года, Сент-Женевьев-де-Буа, Франция) — русская эмигрантка, православный деятель, публицист и переводчик. Жена иконописца и православного богослова Леонида Успенского.

## Биография
Родилась 29 октября 1906 года в Костроме в семье инженера. В 1918 году вместе с родителями переехала в Житомир, откуда в 1921 году выехала в Польшу. Короткое время проживала в Праге, где закончила русскую гимназию, потом обучалась в Пражском французском институте. С начала 30-х годов XX века работала секретарём. В это же время обучалась на курсах медицинских сестёр. В 1939 году переехала во Францию, где стала работать в одном из парижских госпиталей. С 1942 года работала секретарём у русского эмигрантского общественного деятеля и поэта Кирилла Померанцева. После освобождения Франции работала с 1944 года в редакции газеты «Défense de la France». С 1945 года работала секретарём в Экзархате Западной Европы Московского Патриархата.
Помогала своему мужу Леониду Успенскому в его творчестве, редактируя его главное сочинение «Богословие иконы». Занималась переводами на русский язык европейских православных богословов. Похоронена на кладбище Сент-Женевьев-де-Буа под Парижем.

## Источник
- Голубева-Монаткина Н. И. Русская эмигрантская речь во Франции конца XX века: Тексты и комментарии, 2004. — С. 274—278
- In memoriam Lydia Ouspensky (фр.). — Editions Sainte-Geneviève du Séminaire orthodoxe russe, 2016. — 204 p. — ISBN 979-1094948064.